# Tupolev Tu-85
Le Tupolev Tu-85 (en (russe : Туполев Ту-85 ; nom de rapport de l’USAF/DoD : « Type 31 », code OTAN : Barge) était un prototype de bombardier stratégique soviétique basé sur le Tupolev Tu-4, une copie non autorisée du Boeing B-29 Superfortress. C’était le développement ultime de la famille B-29, 50% plus lourd que son prédécesseur et avec un rayon d'action presque double. Seuls deux prototypes ont été construits avant que le programme ne soit annulé au profit du bombardier Tupolev Tu-95 à turbopropulseurs, qui pouvait couvrir la même distance à une vitesse beaucoup plus élevée.

## Développement
Ni le Tu-4 ni le Tupolev Tu-80 n’étaient de véritables bombardiers stratégiques intercontinentaux, car ils n’avaient pas le rayon d'action nécessaire pour attaquer les États-Unis à partir de bases en Union soviétique et y revenir. Le Tu-85 a été conçu pour atteindre l’autonomie nécessaire en utilisant des moteurs plus puissants et plus économes en carburant, une aile redessinée pour augmenter le rapport portance/traînée et une capacité accrue en carburant. Un grand nombre de moteurs ont été envisagés avant que le choix ne s’arrête sur le Chvetsov ASh-2K de 4500 chevaux (3400 kW), composé de deux moteurs en étoile ASh-82 refroidis par air, et le moteur en ligne Dobrynin VD-4K à six rangs de cylindres de 4300 chevaux (3200 kW) refroidi par liquide, dont la configuration est similaire à celle du Junkers Jumo 222 allemand qui n’a pas eu de succès. Les deux groupes motopropulseurs proposés ont reçu des turbocompresseurs et des turbines de récupération d’énergie pour les transformer en moteurs turbo-compound. La conception de Chvetsov était préférée, mais elle n’était pas encore assez mature pour être utilisée, et le VD-4K a été sélectionné. Beaucoup d’efforts ont été consacrés à l’affinement de la conception de l’aile, en collaboration avec le TsAGI (Institut central d'aérohydrodynamique). Elle avait un allongement de 11,745 et une finesse de 2,93 pour une portance optimale à haute altitude. Le Tu-85 transportait 63600 litres de carburant dans 48 réservoirs souples.
Une grande partie de l’armement et de l’équipement était dérivée de ceux du Tu-4 dernier modèle, y compris les quatre tourelles de canons dorsales et ventrales télécommandées et la tourelle de queue, chacune avec deux canons Nudelman-Rikhter NR-23 de 23 mm. La tourelle de queue du Tu-85 était équipée d’un radar à courte portée Argon et chacune des deux soutes à bombes a été agrandie pour contenir une bombe FAB-9000 de 9000 kg.
Les travaux de conception proprement dits commencèrent en août 1948 et furent ratifiés par une directive du Conseil des ministres, datée du 16 septembre, qui exigeait que le premier prototype soit prêt pour les essais constructeur en décembre 1950. La construction du premier avion a commencé en juillet 1950 et s’est achevée en septembre. Il vole pour la première fois le 9 janvier 1951 et les essais constructeur durent jusqu’en octobre. Le 12 septembre, le premier prototype a parcouru 9020 km avec une charge de bombes de 5000 kg qu’il a larguée en cours de route, atterrissant avec suffisamment de carburant restant pour avoir parcouru un total de 12018 km. Le deuxième prototype, parfois appelé 85D (dooblyor) ou 85/2, incorpore les leçons apprises du premier avion, y compris la révision et le renforcement de la cellule et de nombreux changements à son équipement et à ses systèmes. Il a volé pour la première fois le 28 juin 1951 et ses essais ont duré jusqu’en novembre. 
Le 23 mars 1951, un accord a été donné pour la production en série dans trois usines où il devait succéder au Tu-4 sur la chaîne de production, mais cela a été arrêté plus tard dans l’année et le programme a été annulé. En effet, pendant la guerre de Corée, les MiG-15 soviétiques ont abattu de nombreux B-29 américains, montrant qu’il n’y avait plus d’avenir dans le combat aérien pour les avions à moteurs à pistons. La priorité a été donnée au Tu-95 « Bear » à turbopropulseurs plus performant, car ses turbopropulseurs (la série de prototypes TV-12 pour les turbopropulseurs Kouznetsov NK-12 qui équipent encore le Tu-95 à ce jour) généraient déjà 12000 ch (8900 kW) dès 1951.